# Podoglyphiulus doriae
Podoglyphiulus doriae är en mångfotingart som först beskrevs av Pocock 1893.  Podoglyphiulus doriae ingår i släktet Podoglyphiulus och familjen Glyphiulidae. Inga underarter finns listade i Catalogue of Life.